# Magareng
Magareng (officieel Magareng Local Municipality) is een gemeente in het Zuid-Afrikaanse district Frances Baard.
Magareng ligt in de provincie Noord-Kaap en telt 24.204 inwoners.

## Hoofdplaatsen
Magareng is op zijn beurt nog eens verdeeld in drie hoofdplaatsen (Afrikaans: nedersettings) en de hoofdstad van de gemeente is de hoofdplaats Warrenton.
- Warrenton